# Сърце
 Тази статия е за биологичния орган.  За астрономическия обект вижте Сърце (мъглявина).  За романа от Едмондо де Амичис вижте Сърце (роман).
Сърцето (на латински: cor; на старогръцки: καρδιά) представлява кух мускулест орган с възрастови, полови и индивидуални характеристики, който играе ролята на помпа в сърдечно-съдовата система и по този начин поддържа кръвообращението.

## Сърцето при хората
Човешкото сърце е разделено от преграда, наречена септум, на лява и дясна половина (понякога наричани ляво и дясно сърце), които съответно се делят на:
- ляво предсърдие (на латински: atrium sinistrum) и лява камера (на латински: ventriculus sinister)
- дясно предсърдие (на латински: atrium dextrum) и дясна камера (на латински: ventriculus dexter)

В предсърдията се вливат вените на малкия и големия кръг на кръвообращението. От предсърдията кръвта попада в камерите, като по време на съкращението на сърдечния мускул (систола) дясната и лявата камера изтласкват по 70 ml кръв в белодробния ствол (truncus pulmonalis, съответно аортата). Сърцето се съкращава средно 70 пъти в минута (100 000 на ден), като кръвта, преминала през всеки от кръговете на кръвообръщението, е 5 l на минута (около 7000 l на ден). По време на диастолата сърдечният мускул се отпуска и кръвта нахлува отново в предсърдията и камерите. Между предсърдията и камерите се намират клапи, които се затварят по време на систолата и по този начин предотвратяват връщането на кръвта в предсърдията. Клапата между дясното предсърдие и дясната камера се нарича трикуспидална клапа (valva atrioventricularis dextra, Valva tricuspidalis), а между лявото предсърдие и лявата камера – митрална клапа (valva atrioventricularis sinistra, Valva mitralis). Между камерите и белодробния ствол, съответно аортата, също има клапи (пулмонална клапа и аортна клапа), които предотвратяват връщането на кръвта в камерите по време на диастолата.
Съкращението на сърцето се предизвиква и координира от система, която произвежда и пренася електрически импулси. Клетките, които създават импулсите, се намират в сино-атриални възли (Nodus sinuatrialis) в дясното предсърдие под мястото, където се влива горната куха вена. Оттам възбуждането се предава през мускулатурата на предсърдието до атрио-вентрикуларния възел (Nodus atrioventricularis), който провежда импулса със забавяне към мускулатурата на камерата. Силата и честотата на съкращенията се управляват от вегетативната нервна система (симпатикус и парасимпатикус). Кръвоснабдяването на самото сърце се осъществява от т.нар. коронарни артерии (дясна и лява). Три четвърти от венозната кръв на сърцето се събира в Sinus coronarius и се влива в дясното предсърдие.

## Топография

### Разположение на сърцето
Сърцето е разположено в средното средостение (mediastinum) върху сухожилния център на диафрагмата (Centrum tendineum). Разположено е асиметрично, като 2/3 се намират наляво, а 1/3 надясно от срединната равнина.
Надлъжната ос на сърцето е разположена късо отгоре, отдясно и отзад – надолу, наляво и напред под наклон около 45° (26 – 54°) и в трите равнини. При дълбоко вдишване или повдигнато положение на диафрагмата (например при затлъстяване (обезитас)) сърцето може да е повдигнато в хоризонталната равнина, а при деца и слаби хора да сочи надолу при ъгъл по-голям от 50°.

### Форма на сърцето
Сърцето тежи в норма при мъжете между 280 и 340 г (средно 300 г, 0,45% от телесната маса), а при жените – между 230 и 280 г (средно 250 г, 0,40% от телесната маса). Сърцето може да достигне тегло от над 500 г, което води до увреждания в сърдечната мускулатура.
Сърцето в норма има големината на юмрука на съответния човек. Формата му е на конус или пирамида със заоблен връх и широка основа. Основата на сърцето отговаря на задните (дорзални) страни на предсърдията. Надлъжната ос между основата и върха на сърцето е около 12 cm, напречният му размер в най-широката част 8 – 9 cm, а предно-задният размер 6 – 7 cm. Сърцето има предна повърхност към ребрата и гръдната кост, долна диафрагмална повърхност и лява и дясна белодробна повърхност. Дясната белодробна повърхност е изградена от част от лявата камера, а по-голямата част от дясната камера, която преминава в диафрагмалната повърхност през острия десен ръб в лявата белодробна повърхност е по-закръглена и не образува ръб. Външната граница между лявата и дясната камера е предната междукамерна бразда, а на задната междукамерна бразда. Предната бразда преминава в задната на върха на сърцето. Между предсърдията и камерите се намира една циркулярна бразда. В браздите се намират стволовете и по-големи разклонения на коронарните съдове. Предсърдията продължават напред в сърдечните уши, които достигат корените на аортата и белодробния ствол.

### Проекция на сърцето върху гръдния кош
Голяма част от предната повърхност на сърцето е покрита и от плеврата на белите дробове, като покрито само от перикард остава малко триъгълно поле (trigonum pericardiacum), където сърцето влиза чрез перикарда в директен контакт с гръдната кост и хрущялите на четвъртото, петото и шестото ребро. В областта на Trigonum pericardiacum могат да се правят инжекции директно в дясната камера без да се наранява плеврата. Задната непокрита от белите дробове част на сърцето лежи върху хранопровода и аортата.
Горната граница на сърцето се проектира върху горните ръбове на третите ребрени хрущяли. Дясната му граница представлява линия, която върви успоредно на около 2 cm вдясно от десния ръб на гръдната кост (Sternum) и завършва на височината на петия ребрен хрущял, където продължава почти хоризонтално като долна граница на сърцето. Долната граница на сърцето преминава в лявата граница в точката, където се проектира върхът на сърцето. Върхът на сърцето се проектира в петото междуребрие на 1 – 2 i; надясно от т.нар. медиоклавикуларна линия, която минава през средата на ключицата (clavicula). Горният край на лявата граница е на около 2 cm вляво от левия ръб на гръдната кост на нивото на третия ребрен хрущял.

#### Аускултация
При преслушването на сърцето със стетоскоп (аускултация) могат да се чуят сърдечните тонове, както и шумове от клапите. Първият сърдечен тон се получава в началото на систолата със затварянето на предсърдно-камерните клапи (първо митралната клапа, след това трикуспидалната), а вторият – при затварянето на аортната и пулмоналната клапа в началото на диастолата (първо аортна, след това пулмонална клапа). При дефекти на клапите съответните шумове се чуват на т.нар. максимални точки (Puncta maxima), където се провеждат от потока на кръвта: аортната клапа се аускултира вдясно от ръба на гръдната кост във второто междуребрено пространство, пулмоналната клапа – вляво във второто междуребрено пространство. Митралната клапа има Punctum maximum в областта на сърдечния връх (5-то междуребрено пространство на нивото на медиоклавикуларната линия), докато шумове от трикуспидалната клапа се чуват до десния ръб на гръдната кост на нивото на четвъртото до петото ребро.

#### Рентгенологично изследване
На рентгенови снимки сърцето рязко се разграничава от изпълнените с въздух бели дробове като част от срединната сянка (проекция на гръбначен стълб, гръдна кост, сърце и медиастинум). В предно-задната проекция десният ръб на сърдечната сянка се образува от дясното предсърдие и от горната куха вена, а лявата – от лявата камера, лявото сърдечно ухо и белодробния ствол. Над контура на белодробния ствол се намира контурът на аортната дъга. Чрез рентгенова компютърна томография (CT) или ядрено-магнитен резонанс (MRT) могат да се изобразят разрези от сърцето.

## Устройство на камерите и предсърдията

### Дясно предсърдие (Atrium dextrum)
Дясното предсърдие има кубовидна форма и заема най-дясната част на сърцето. В дясното предсърдие се вливат горната и долната куха вена, образувайки венозния синус (sinus venarum cavarum), чиято граница с останалата част от предсърдието външно е една бразда – sulcus terminalis, а от вътрешната страна една изпъкнала линия – Crista terminalis. Вътрешната повърхност на синуса е гладка. На долния ръб на отвърстието на долната куха вена се намира тънка ниска гънка т.нар. клапа на долната куха вена – valvula venae cavae inferioris (Eustachii), която играе роля при феталното кръвообращение, като насочва потока на кръвта от долната куха вена към овалното отвърстие и лявото предсърдие. Друга сърповидна гънка на ендокарда е valvula sinus coronarii (Thebesii), която се намира вентрокаудално (напред и надолу) от отвърстието на венечния синус на сърцето (sinus coronarius cordis), който събира венозната кръв от сърдечната стена. Останалата част от предсърдието се намират т.нар. гребеновидни мускули (mm. pectinati). В предсърдието те са по-малко на брой, а в ухото са повече и прекосяват целия лумен.
Предсърдната преграда (Septum interatriale) не притежава Mm. pectinati и повърхността и е предимно гладка. В задната част на септума над отверстието на долната куха вена се намира плитка яма с овална форма – fossa ovalis, която е остатък от Foramen ovale. Ръбът на тази яма – Limbus fossae ovalis (Vieussenii), който е по-добре изразен отгоре и отпред съдържа мускулни снопчета, за разлика от дъното на ямката, което е ципесто. При около 20% от индивидите в горния заден ръб на ямката остава малък процеп, който свързва дясното с лявото предсърдие като остатък от феталния Foramen ovale, който не води до значителни смущения във функциите на сърцето. Част от септума на предсърдието (широка няколко милиметра), намираща се над септалното платно на трикуспидалната клапа, граничи не с лявото предсърдие, а с лявата камера, тоест е предсърдно-камерна преграда (Septum atrioventiculare). Тази част от стената на предсърдието има предна мембранна част (Pars membranacea) и задна мускулна част (Pars muscularis).

### Ляво предсърдие (Atrium sinistrum)
Лявото предсърдие заема задната част на сърцето и достига чрез върха на лявото ухо (Auricula sinistra) до основата на белодробния ствол. В лявото предсърдие се вливат по две белодробни вени от всяка страна, като е възможно вените да са по една от всяка страна (получени при сливането на съответните две) или повече от четири. Вътрешната повърхност на предсърдието, намираща се между белодробните вени, е гладка. Тази част от предсърдната стена произлиза от включени в стената на предсърдието сегменти от белодробните вени при ембрионалното развитие, в които по-късно навлизат и миокардни клетки. Останалата част от предсърдието съдържа гребеновидни мускули (Mm. pectinati), които в ухото прекосяват лумена. В септума се наблюдава слабо хлътване, съответстващо на овалната яма.

### Фиброзен скелет на сърцето
За да се избегне предаването на импулси от предсърдията на камерите, съществува фиброзен скелет на сърцето, който служи и за закрепяне на клапите на сърцето и мускулните влакна на сърдечната мускулатура. Фиброзният скелет е съставен от два пръстена и два фиброзни триъгълника. Левият и десният фиброзен пръстен (Anulus fibrosus sinister Anulus fibrosus dexter) се намират между съответните предсърдия и камери. Левият пръстен е изграден само от фиброзно-компактна съединителна тъкан, а десният включва и мастна тъкан. Между двата пръстена се намира десният фиброзен триъгълник (Trigonum fibrosum dextrum), през който минава снопчето на Хис. При някои бозайници в десния фиброзен триъгълник се намира костна тъкан. Над десния фиброзен триъгълник се намира „фиброзният пръстен“ на аортата, който е закрепен за десния и левия фиброзен пръстен и граничи с левия фиброзен триъгълник (Trigonum fibrosum sinistrum). Чрез тънко сухожилие се свързва с фиброзния пръстен на белодробния ствол. Пръстените на аортата и белодробния ствол нямат форма на пръстени, а по-скоро на три полу-луни, свързани в кръг, които отговарят на залавните места на съответните полулунни клапи.

### Атриовентрикуларни клапи
Атриовентрикуларните клапи, разположени между предсърдия и камери, служат за предотвратяване на движението на кръвта в обратна посока по време на систола. За да постигнат това, техните платна прилягат плътно едно до друго и по този начин затварят клапата. Това, което възпрепятства обръщането на платната в посока към предсърдията, са т.нар. сухожилни нишки (Chordae tendineae), които свързват свободния ръб на платната с папиларните мускули (Musculi papillares) (всеки мускул с две съседни клапи). По време на систолата папиларните мускули се съкращават.

#### Трикуспидална клапа
Дясната атриовентрикуларна клапа/трикуспидалната клапа (Valva tricuspidalis) се намира между дясното предсърдие и дясната камера и има три платна – предно, задно и септално (Cuspis anterior, posterior и septalis). Те се закрепят за съответните три папиларни мускула, като предният е най-голям.

#### Митрална клапа
По-голямата в диаметър лява атриовентрикуларна/митрална клапа (Valva mitralis) има две платна – предно и задно (Cuspis anterior и posterior). Между тези платна могат да се намират ляво и дясно комисурално платно (Cuspis commissuralis), които запълват фините процепи между другите две клапи.

### Дясна камера (Ventriculus dexter)
Дясната камера има формата на тристенна пирамида. Предната стена, която отговаря на Facies sternocostalis от външната повърхност на сърцето, е най-голяма. Медиалната стена е изградена от междукамерната преграда и е изпъкнала към вътрешността на камерата, а най-малката, задна стена лежи върху диафрагмата (Facies diaphragmatica ventriculi dextri). В основата на пирамидата има две отвърстия: едното се намира по-надолу и представлява предсърдно-камерно отвърстие (Ostium atrioventriculare dextrum), водещо кръв от дясното предсърдие, а второто, намиращо се нагоре и наляво, представлява връзката с белодробния ствол (Ostium trunci pulmonalis).
В дясната камера се разграничават два отдела: заден, тяло (Corpus) и преден, артериален корпус (Conus arteriosus). В задния отдел, който чрез Ostium atrioventrikulare dextrum осъществява връзката с дясното предсърдие, се намират трите папиларни мускула и съответните сухожилни нишки на трикуспидалната клапа. Предният отдел нагоре се стеснява и завършва с отвърстието на белодробния ствол. Между двата дяла се намира дъгообразно мускулно валче (Crista supraventricularis), която определя V-образния поток на кръвта в дясната камера.

### Лява камера (Ventriculus sinister)
Стената на лявата камера е почти два пъти по-дебела от тази на дясната камера. Миокардът трябва да изпомпи кръвта в големия кръг на кръвообращението и да постигне между три и четири пъти по-високо налягане отколкото дясната камера. Лявата камера има форма на конус, чиито връх съвпада със сърдечния връх. Двете платна на митралната клапа са свързани чрез сухожилни нижки (Chordae tendieae) с двата папиларни мускули (Musculus papillaris anterior и posterior). Задният папиларен мускул често е многоглав. Предно-десният отдел на камерата, който води кръвта в аортата (Vestibulum aortae), се пресича от предната си страна от Conus arteriosus на дясната камера.

### Полулунни клапи (Valvae semilunares)
Между дясната камера и белодробния ствол се намира пулмоналната клапа (Valva trunci pulmonalis), а между лявата камера и аортата – аортната клапа (Valva aortae). И двете съдържат по три полулунни платна (Valvulae semilunares), чиито свободен ръб е задебелен и образува възелче (Nodulus valvarum semilunarum Arantii), като при затваряне на платната те се срещат в средата на лумена. Пространството между платната и съдовата стена се нарича синус на съответния съд – Sinus aortae, Sinus trunci pulmonalis. В областта на синуса съдовата стена е изпъкнала навън (особено при аортата – Bulbus aortae). Аортната клапа се състои от ляво, дясно и задно платно, а пулмоналната – от ляво, дясно и предно. От левия и десния синус на аортата започват съответните венечни артерии.

## Структура на сърдечната стена
Сърдечната стена притежава три слоя – ендокард, миокард и епикард. Ендокардът е изграден от ендотелна тъкан. Миокардът е изграден от сърдечна мускулна тъкан, която се среща само в сърцето. Епикардът е изграден от съединителна тъкан. Самото сърце е обвито в съединително-тъканна торбичка, наречена перикард, която съдържа определено количество течност, намаляваща триенето при работата му.

### Ендокард
Цялата вътрешна повърхност на сърцето е покрита от ендокард (Endocardium), който според разположението си се дели на:
- париетален ендокард
- ендокард на клапите
- ендокард на сухожилните нишки

#### Париетален ендокард
Разположен е върху вътрешната повърхност на миокарда и се дели на три слоя:
- Endothelium (ендотел): един ред тънки клетки, разположени върху базална мембрана, които са сходни с ендотелните клетки на кръвоносните съдове.
- Stratum subendotheliale (субендотелиален слой): тънък слой от фини колагенни влакна и малък брой фибробласти
- Stratum myoelasticum (мускулно-еластичен слой): плътен слой съединителна тъкан, съдържащ изобилно еластични влакна и различно количество гладки мускулни клетки.

Ендотелът е прикрепен към миокарда чрез хлабава съединителна тъкан (Tela subendocardialis), която съдържа кръвоносни съдове, немиелинизирани нервни влакна (предимно на парасимпатикуса) и влакна на проводната система на сърцето.

#### Ендокард на клапите
Четирите клапи на сърцето представляват образувания на ендокарда. Те са покрити от двете страни с ендотел и тънък субендотелиален слой (на латински: Stratum subendotheliale), богат на еластични влакна. Съединително-тъканната сърцевина на клапите представлява фиброзна пластинка, изградена от Stratum myoelasticum на миокарда, който се дели на груб фиброзен слой, съдържащ голямо количество колагенни влакна, и еластичен, спонгиозен слой. Фиброзният слой е разположен при предсърдно-камерните клапи от камерната страна, а при полулунните клапи от страната на големите съдове. Спонгиозният слой е разположен от противоположната страна. Това разслояване се образува между 15-ата и 30-ата година и е обосновано от физиологията на сърдечната дейност. Фиброзната пластинка на клапите се закрепя за фиброзните пръстени, заобикалящи съответните отвърстия. Отделни колагенни снопчета напускат предсърдно-камерните клапи през свободните им ръбове и продължават като сухожилни нишки към папиларните мускули. Освен на места в основата си клапите не съдържат кръвоносни съдове.

#### Ендокард на сухожилните нишки
Сухожилните нишки (Chordae tendineae) на клапите се образуват чрез преобразуването на сърдечна мускулатура в сухожилна тъкан, поради което е възможно и срещането на сърдечна мускулатура в по-дебели Chordae tendineae. Сухожилните нишки са покрити с ендокарден ендотел и намиращ се под него слой от богат на еластични влакна.

### Миокард
Миокардът е изграден от т.нар. сърдечномускулни клетки, които се подредени в сърдечномускулни (миокардни) влакна – Miofibrae cardiacae/cordis. Тези влакна са заобиколени от съединителна тъкан богата на капиляри.
Мускулатурата на предсърдията е напълно отделена от тази на камерите чрез фиброзния скелет на сърцето, което позволява и неедновременното протичане на съкращаването ѝ. Мускулатурата на предсърдията се съкращава първа, след което импулса за съкращение на мускулатурата се забавя в проводната система на сърцето и се предава на камерите, което води до тяхното съкращение.

#### Предсърдия
Влакната на мускулатурата на предсърдията изграждат два слоя – дълбок и повърхностен:
- Повърхностният слой е общ за двете предсърдия. По предната страна на предсърдията влакната имат хоризонтална посока и свързват двете предсърдия и двете уши (Fasciculus interauricularis horizontalis). В задната си част предсърдията са разделени външно от междупредсърдната бразда – Sulcus interatrialis, като в основата и преминават отделни влакна (Fasciculi transversi).
- Дълбокият слой е отделен за двете предсърдия и има е изграден от вертикални примковидни снопчета (Fasciculi verticals), които се закрепени от двете си страни за фиброзния скелет.

#### Камери
Влакната на камерната мускулатура се разделени на два слоя в дясната и три в лявата камера.
- Субепикардиален слой: Най-повърхностният слой е общ за двете камери, неговите снопчета започват от фиброзните пръстени, като вървят надолу и наляво отпред и надолу и надясно от задната страна на камерите. В областта на върха на сърцето те образуват т.нар. „водовъртеж“ (Vortex cordis) и преминават във вътрешния слой.
- Среден слой: Този слой е ясно изразен само в лявата камера и в междукамерната преграда. Снопчетата, които започват и завършват с фиброзните пръстени, описват плоски спирали и са най-ясно изразени в основата на камерата.
- Субендокардиален слой: Този най-дълбок слой на двете камери е свързан с повърхностния чрез Vortex cordis. Снопчетата на този слой или започват от фиброзните пръстени или се свързват с тях чрез папиларните мускули и сухожилните нишки. В близост до вътрешната повърхност на сърцето снопчетата вървят предимно по дължина, а в дълбочина по-косо, преминавайки в повърхностния (дясна камера) или средния (лява камера) слой. В папиларните мускули този слой е особено добре развит. Междукамерният септум е покрит от двете страни със субендокардиален слой и следователно е трислоен.

### Епикард
Епикардът образува вътрешния лист (Lamina visceralis) на перикардната околосърдечната торбичка, който заляга върху повърхността на сърцето. Външният лист на околосърдечната торбичка (Lamina parietalis) се образува от перикарда. В пространството между двата листа се намира течност (общо 10 – 20 ml), която намалява силите на триене при промените във формата на сърцето.
Епикардът е изграден от два слоя:
- Tunica serosa: съставен от слой от мезотелни клетки – плоски епителни клетки (Mesothelium) и слой от хлабава съединителна тъкан с еластични влакна, прикрепена към базалната мембрана на мезотелните клетки (Lamina propria).
- Tela subserosa: съдържа мастна тъкан (епикардна мастна тъкан).

Епикардът е с най-голяма дебелина при предсърдията. Епикардната мастна тъкан е най-добре развита в областта на венечната бразда (на латински: Sulcus coronarius) и предната междукамерна бразда (на латински: Sulcus interventricularis anterior).

## Проводна система на сърцето
Ритмичното сърдечно съкращение продължава дори след прекъсване на инервацията на сърцето, за което то се нуждае от център, в които да се образуват импулсите за съкращение на сърдечната мускулатура, независимо от нервната система. Импулсите възникват в сино-атриалния възел и се разпространява в мускулатурата на предсърдията, която се съкращава в късната диастола. Предаването на импулса за съкращаване на сърдечната мускулатура се предава от клетка на клетка чрез нексуси и е твърде бързо (0,5 – 1 m/s) за да позволят разделянето на предсърдното и камерното съкращение, поради което е нужно забавяне на разпространението на импулса между предсърдия и камери. След забавянето в атрио-вентрикуларния възел импулсът се разпространява бързо в мускулатурата на камерите, което позволява синхронната контракция на камерите и изтласкването на кръвта от камерита с високо налягане в аортата (120 mmHg) и белодробния ствол (30 mmHg).
Проводната система на сърцето (Systema conductente cordis) се дели на четири анатомични участъка:
1. Сино-атриален възел (Nodus sinuatrialis), където възникват импулсите;
2. Атрио-вентрикуларен възел (Nodus atrioventricularis, възел на Ашоф-Тавара – Aschoff-Tawara), чиято функция е забавянето на импулса;
3. Атрио-вентрикуларно снопче на Хис (Fasciculus atrioventricularis His), което предава импулса от атрио-вентрикуларния възел на двете крачета;
4. Ляво и дясно краче (Crus dextrum и sinistrum Tawara), които предават импулса на камерната мускулатура.

Проводната система на камерите е нужна за да се осъществи координирана контракция на камерите, започваща от сърдечния връх. По този начин кръвта се насочва с голяма ефикасност към аортата и белодробния ствол.

### Сино-атриален възел
Сино-атриалният възел е с широчина 3 mm, дължина 10 mm и дебелина 1 mm и е разположен субепикардиално в Sulcus terminalis в задната част на дясното предсърдие под устието на долната куха вена. Към вътрешната повърхност на предсърдието възелът е разделен чрез Crista terminalis, което го прави трудно достъпен при катетърни операции. В центъра на сино-атриалния възел се намира около 1 – 1,5 mm дебелата артерия на сино-атриалния възел (Ramus nodi sinuatrialis), която е разклонение на дясната (или по-рядко на лявата) коронарна артерия. Възелът е изграден от видоизменени сърдечномускулни клетки, които се делят на два вида (за хистология и физиология виж Сино-атриален възел). Импулсите от сино-атриалния възел се предават до атрио-вентрикуларния възел за 40 – 80 ms, като се предават по предсърдната мускулатура, в която се намират и някои предпочитани пътища на предаване между двата възела, но те не се различават морфологично от останалата предсърдна мускулатура.

### Атрио-вентрикуларен възел
Този възел, наречен на името на откривателите му Ашоф и Тавара (патолози в Марбургския университет, 1909 г.), е с широчина 3 mm, дължина 5 mm и дебелина 1 mm. Разположен е в дясното предсърдие в основата на междупредсърдната преграда, пред устието на венечния синус (на латински: Sinus coronarius), над мястото на закрепване на септалното платно (на латински: Cuspis septalis) на трикуспидалната клапа, между ендокард и субепикардиалната мастна тъкан. Основната физиологична функция на атрио-вентрикуларния възел е забавянето на предаването на импулса между предсърдие и камера с 60 – 120 ms, като по този начин е възможно адекватното напълване с кръв на камерите. От атрио-вентрикуларния възел започва снопчето на Хис.

### Снопче на Хис и неговите разклонения
Снопчето на Хис е с дебелина около 4 mm и дължина около 10 mm, като се намира в предсърдната си част субендокардиално, преминава през фиброзния скелет на сърцето и се дели в мембранната част на междукамерната преграда на две крачета (ляво и дясно за съответните камери). Снопчето на Хис и двете крачета са изолирани от камерната мускулатура чрез съединителна тъкан, което не позволява предаването на импулси на камерната мускулатура до достигането на крайните им разклонения.
От атрио-вентрикуларното снопче се отделя първо лявото краче (на латински: Crus sinistrum), от което се делят три основни разклонения. Разположените най-вляво влакна предават импулса на задния папиларен мускул и камерната мускулатура в негова близост, средните влакна – на задната и странична стена в областта на сърдечния връх, а най-десните – на предния папиларен мускул и на междукамерния септум в областта на сърдечния връх. Дясното краче (на латински: Crus dextrum) се намира първоначално в миокрада на междукамерния сепрум, а в предната му трета преминава е разположен под ендокарда. Част от влакната на дясното краче преминават от средната третина на междукамерния септум до предния папиларен мускул и обикалящата го камерна стена чрез Trabecula septomarginalis (Leonardo da Vinci) (между септума и вътрешната страна на десния сърдечен ръб и предния папиларен мускул). Останалата част достига до сърдечния връх. В камерните крачета импулса се разпространява с голяма скорост (2 – 4 m/s), и позволява възбуждането на цялата камерна мускулатура в рамките на 100 ms от септума през сърдечния връх до сърдечната основа (QRS-комплекс при ЕКГ).
Атрио-вентрикуларният сноп е изграден от влакна на Пуркине (Purkinje, анатом от Бохемия, 1839 г.), като в периферните части на проводната система те преминават в обикновени мускулни влакна, които предават импулсите на останалата камерна мускулатура. Клетките на проводната система представляват видоизменени мускулни влакна (виж Проводна система на сърцето).

## Миоендокринни клетки
Миоендокринните клетки представляват секреторни кардиомиоцити (ендокринни сърдечномускулни клетки). Те са разположени главно в лявото и дясното ухо, но и на други части на предсърдията и проводната система. Тези клетки се различават от останалите кардиомиоцити по наличието на секреторни везикули (гранули) с плътен център и диаметър 0,2 – 0,5 µm. В тези везикули се намират биологично активни полипептиди, наречени кардиодилатини или предсърдни натрийуретични полипептиди (ANP). ANP е пептид с дължина 28 аминокиселини. Секрецията на ANP се стимулира при високо налягане и разширяване на предсъдията, така и от симпатикуса. Предсърдните натрийуретични полипептиди се свързват с гладката мускулатура на кръвоносните съдове и водят до разширяването им (най-вече в коронарнита, белодробните и бъбречните артерии). Този хормон предизвиква също повишаване на диурезата и екскрецията на натрия. Тези действия водят до намаляването на обема и налягането на кръвта. По този начин предсърдията могат да влияят върху кръвното налягане.

## Инервация
Сърцето се инервира от нерви на вегетативната нервна система (симпатикови и прасимпатикови) и от сетивни нерви. Основната функция на нервите инервиращи сърцето е да променя основния сърдечен ритъм (създаван от сино-атриалния възел) в зависимост от състоянието на тялото – покой, физически труд и др. Нервите на сърцето могат да влияят на честотата на сърдечните съкращения, тяхната сила, проводимостта на импулсите и възбудимостта на сърдечната мускулатура.
Симпатиковите нерви повишават тези четири свойства на сърцето и по този начин засилват и ускоряват сърдечната дейност, а парасимпатиковите имат обратното действие. Парасимпатиковите нервни влакна водят началото си от десния и левия блуждаещия нерв (на латински: Nervus vagus) – горни и долни шийни клончета на сърцето (Rami cardiaci cervicales superiores и inferiors), като десният и левият блуждаещ нерв не инервират в еднаква степен сърдечните структури (левият влияе повече на атрио-вентрикуларния възел, а десният на сино-атриалния и по този начин на сърдечната честота).
Симпатиковите нерви водят началото си от гръбначномозъчните сегменти T1 – T4 достигат симпатиковия ствол (на латински: Truncus sympaticus) и след превключване достигат до трите шийни и първите пет гръдни ганглия се отделят като горни, средни и долни шийни нерви на сърцето (Nervi cardiaci cervicales superiores, mediales и inferiores) и гръдни нерви на сърцето (Nervi cardiaci thoracales). Сетивната инервация на сърцето води началото си от блуждаещия нерв и гръбначните ганглии на шията (сегментите C3-C4) и на гръдния кош (T1-T7), като от гръбначномозъчните ганглии нервите достигат сърцето със симпатиковите нерви. На тази сетивна инервация се дължи фактът, че болките на сърцето се усещат най-вече в левите рамо и ръка, а чрез блуждаещия нерв могат да се възприемат и като болки в зъбите.
Нервите на сърцето се разклоняват над аортната дъга и образуват две сърдечни сплетения – повърхностно (Plexus cardiacus superficialis) и дълбоко (Plexus cardiacus profundus). Повърхностното сплетение се намира от предната страна на възходящата аорта, а дълбокото между аортната дъга и трахеята. Тези сплетения преминават в сплетения на венечните артерии (Plexus coronaries dexter и sinister) и сплетението в субепикардия слой. Чрез сплетенията нервите достигат директно до мускулните клетки, до сърдечните ганглии, където се превключват парасимпатиковите нерви, или завършват с чувствителни нервни окончания.

## Кръвоносни и лимфни съдове на сърцето

### Артерии на сърцето
Сърцето, както и всички останали мускули в човешкото тяло, се нуждае от кислород и хранителни вещества. То си ги набавя от т.нар. венечни (коронарни) артерии, които водят началото си от аортата непосредствено над полулунните клапи. Коронарните артерии са лява и дясна.
- Лявата венечна артерия (на латински: Arteria coronaria sinistra) най-често е с по-голям калибър от дясната. Тя започва непосредствено над лявата полулунна клапа и се насочва наляво и надолу. Около 1 cm след отделянето от аортата се разделя на два главни клона: преден междукамерен клон (на латински: Ramus interventricularis anterior) и околовръстен клон (на латински: Ramus circumflexus). Предният междукамерен клон минава по предната междукамерна бразда (на латински: Sulcus interventricularis anterior) към сърдечния връх и завива към долната повърхност на сърцето и завършва на 1 – 2 cm от сърдечния връх в задната междукамерна бразда (на латински: Sulcus interventricularis posterior). Той анастомозира със задния междукамерен клон (на латински: Ramus interventricularis posterior). Предният междукамерен клон дава следните разклонения: клон на артериалния конус (на латински: Ramus coni arteriosi), диагонален клон (на латински: Ramus diagonalis), който снабдява предната стена на лявата камера, клонове за междукамерната преграда. Последните навлизат в междукамерната преграда отпред. Околовръстният клон се намира във венечната бразда (на латински: Sulcus coronarius sinister) между ляво предсърдие и лява камера към задната страна на лявата половина на сърцето. От него водят началото си някои разклонения: клон на сино-атриалния възел (на латински: Ramus nodi sinuatrialis), който в две трети от случаите снабдява само предната стена в една трета от случаите и сино-атриалния възел, клон за левия ръб на сърцето (на латински: Ramus marginalis sinister) и др.
- Дясната венечна артерия (на латински: Arteria coronaria dextra) започва непосредствено над дясната полулунна клапа. Тя достига задната част на сърцето чрез дясната венечна бразда (на латински: Sulcus coronarius dexter) и завършва в предната третина на задната междукамерна бразда (на латински: Sulcus interventricuaris posterior) и дава следните клони: клон на сино-атриалния възел (на латински: Ramus nodi sinuatrialis) – голяма артерия с диаметър 1 – 1,5 mm, клон на десния ръб на сърцето, клон за атрио-вентрикуларния възел (на латински: Ramus nodi atrioventricularis), заден междукамерен клон (на латински: Ramus interventricularis posterior) и др. клонове за мускулатурата на дясното предсърдие и камера.

Артериите на сърцето анастомозират едни с други, но не в достатъчна степен, за да позволят снабдяването на съответните части на сърдечната стена при запушването на снабдяващите ги съдове. В този случай мускулатурата, снабдявана от съответната артерия, загива. Това явление се нарича сърдечен инфаркт.

### Вени на сърцето
След преминаването си през капилярната мрежа на сърдечната стена кръвта, отдала вече нужните на сърцето кислород и хранителни вещества, навлиза във венозната система на сърцето. Вените на сърцето се вливат в дясното предсърдие. Съществува и алтернативен път на оттичане от капилярната мрежа – чрез малките тебезиеви вени. Тези пътища могат да се разделят на три системи: система на венечния синус, трансмурална, ендомурална система.
1. Чрез системата на венечния синус две трети от кръвта внесена в сърдечната стена от венечните артерии се оттича в дясното предсърдие (над трикуспидалната клапа в близост до устието на долната куха вена). Вените на венечния синус се намират на повърхността на сърцето (епикардиално). Някои от по-големите вени на тази система са: голямата, средната и малката вена на сърцето (Vena cardiaca magna, media и parva) и косата вена на лявото предсърдие (Vena obliqua atrii sinistri).
  - Голямата сърдечна вена събира кръв от басейна на лявата венечна артерия. Някои от най-важните ѝ разклонения са: предна междукамерна вена (Vena interventricularis anterior), вена на левия ръб (Vena marginalis sinistra), задни вени на лявата камера (Venae ventriculi sinistri posteriores).
  - Средна вена на сърцето, която преминава по задната междукамерна бразда и се влива директно във венечния синус.
  - Косата вена на лявото предсърдие се намира върху задната повърхност на лявото предсърдие.
  - Малката вена на сърцето съществува в 50% от случаите и е много тънка. Тя се намира в задната част на венечната бразда. По нея се оттича кръвта от частите, които се намират в непосредствена близост.
2. Към тансмуралната система спадат предните вени на дясната камера, наричани в клиниката предни вени на сърцето (Venae ventriculi dextri anteriores, Venae cardiacae anteriores). По тези вени се оттича кръвта от предната страна на предсърдията и непосредствено граничещата с тях част от камерите. Вените се вливат в дясното предсърдие над трикуспидалната клапа в близост до венечния синус.
3. Ендомуралната система се състои от най-малките вени на сърцето (Venae cardiacae minimae), или вени на Тебезиус. Те са вените на вътрешния слой на сърдечната мускулатура и се вливат директно в предсърдията и камерите. Възможно е и артерии да се вливат директно в сърдечната кухина, така че е възможно всички такива съдове (артерии и вени) да се обозначават като съдове на Тебезиус.

### Лимфни съдове на сърцето
В сърдечната стена се намира гъста мрежа от лимфни съдове. Те са най-големи и най-много в субендокардиалната и субепикардиалната съединителна тъкан, а в миокарда се наблюдават предимно малки лимфни съдове между мускулните влакна. Лимфните съдове на сърдечната стена се обединяват в по-големи лимфни съдове, които следват големите кръвоносни съдове на сърцето. Тези съдове се обединяват в два по-големи колектора (ляв и десен), по които се оттича лимфата от басейна на лявата, съответно дясната венечна артерия. Областите на тези два колектора анастомозират една с друга и в тях се намират малки лимфни възли. Лимфата на сърцето достига трахео-бронхиалните лимфни възли и лимфните възли на предното средостение.

## Ембрионално развитие
В близост да главата на ембриона се образуват два зачатъка. Те се сливат в един нечифтен зачатък, чийто по-близък до главата край се нарича артериален ствол (Truncus arteriosus), а противоположният край, в които се вливат венозни съдове, се нарича венозен синус (Sinus venosus). Наблюдава се начало на образуването на граници между камерите и предсърдията на сърцето, като от краниално към каудално са свързани една с друга дясната с лявата камера, а с нея са свързани двете предсърдия – ляво и дясно. Вследствие на нагъване поради по-бърз растеж от този на околните тъкани се образува S-образна примка, като артериалната част (двете камери) остават вентрално (към гръдната кост), а свързаните с лявата камера предсърдия се намират зад тях и обгръщайки артериалния ствол образуват и лявото и дясно ухо. Това е първото нарушение на ляво-дясната симетрия на ембриона до този момент от развитието му.
Поради различие в развитието връзката между камери и предсърдия се измества така, че свързва не лявата камера с двете предсърдия, а двете камери с двете предсърдия. Започва т.нар. септиране на сърцето, тоест образуване на прегради. Камерите се разделят една от друга чрез междукамерната преграда, която расте към общото предсърдно-камерно отвърстие. Последната част от тази преграда се образува сравнително бавно и от нея произлиза мембранната част на междукамерната преграда (Pars membranacea). Междукамерната преграда се свързва с аорто-пулмоналната преграда (между аорта и белодробен ствол), която има спираловидна форма, дължаща се на нейното развитие. Предсърдната преграда се образува от първична и вторична преграда (Septum primum и Septum secundum), като първата расте от краниално, дорзално към предсърдно-камерното отвърстие, а втората (вдясно от първата) – от краниално, вентрално надолу. Образуването на отвор в първичния септум чрез апоптоза води до възникването на т.нар. Foramen ovale, който след раждането се затваря и образува Fossa ovale.